# Спинелла, Стивен
Сти́вен Ни́колас Спине́лла (англ. Stephen Nicholas Spinella; род. 11 октября 1956) — американский актёр. Двукратный лауреат премии «Тони».

## Жизнь и карьера
Спинелла родился в Неаполе, Италия. Его отец был механиком морских самолётов. Он вырос в Глендейле, штат Аризона, и окончил Аризонский университет, где изучал драму. Он также посещал Школу искусств Тиш, которую окончил в 1982 году. Спинелла — гей. Он живёт в Манхэттэне вместе со своим супругом, саксофонистом Дэвидом Закери.
Спинелла выиграл две премии «Тони», за лучшую мужскую роль второго плана в пьесе и лучшую мужскую роль в пьесе, за роль Прайора Уолтера в пьесе «Ангелы в Америке».

## Фильмография

### Кино
| Год  | Русское название               | Оригинальное название           | Роль                  | Примечания             |
| ---- | ------------------------------ | ------------------------------- | --------------------- | ---------------------- |
| 1995 | Тарантелла                     | Tarantella                      | Фрэнк                 |                        |
| 1995 | Виртуозность                   | Virtuosity                      | Линденмайер           |                        |
| 1996 | Верность                       | Faithful                        | молодой мужчина       |                        |
| 1997 | Любовь! Доблесть! Сострадание! | Love! Valour! Compassion!       | Перри Селларс         |                        |
| 1997 | Дэвид в поиске                 | David Searching                 | парень с хусумом      |                        |
| 1997 | Шакал                          | The Jackal                      | Дуглас                |                        |
| 1998 | Большие надежды                | Great Expectations              | Картер Маклиш         |                        |
| 1998 | Неизвестный велосипедист       | The Unknown Cyclist             | Даг Стайн             |                        |
| 1999 | Людоед                         | Ravenous                        | Нокс                  |                        |
| 1999 | Колыбель будет качаться        | Cradle Will Rock                | Дональд О’Хара        |                        |
| 2000 |                                | Behind the Seams                | Айван Тодд            |                        |
| 2000 | Парень из пузыря               | Bubble Boy                      | мужчина-курица        |                        |
| 2004 | В шоу только девушки           | Connie and Carla                | Роберт / Пичес        |                        |
| 2004 | Тайны прошлого                 | House of D                      | продавец билетов      |                        |
| 2007 | И пришла любовь                | And Then Came Love              | Стюарт                |                        |
| 2007 |                                | The Suzy Prophecy               | Эл                    | Короткометражный фильм |
| 2008 | Раз придурок, два придурок     | Stone & Ed                      | консьерж              |                        |
| 2008 | Харви Милк                     | Milk                            | Рик Стоукс            |                        |
| 2009 | Пробуждение Эбигейл Харрис     | The Awakening of Abigail Harris | человек слова         | Короткометражный фильм |
| 2010 | Шина                           | Rubber                          | лейтенант Чад Баллард |                        |
| 2012 | Линкольн                       | Lincoln                         | Эйса Винтнер Литтон   |                        |
| 2013 | Дом пыли                       | House of Dust                   | психиатр              |                        |
| 2015 |                                | Damnation: The Flashback        | Лестер Марра          | Короткометражный фильм |
| 2016 | Леннон. Репортаж               | The Lennon Report               | доктор Ричард Маркс   |                        |
| 2016 | Музыка                         | The Music                       | Джерри Уоллес         | Короткометражный фильм |
| 2018 | Сможете ли вы меня простить?   | Can You Ever Forgive Me?        | Пол                   |                        |
| 2019 | Окна в мир                     | Windows on the World            | Альберт               |                        |
| 2019 | Безупречный                    | Bad Education                   | Том Туджеро           |                        |

### Телевидение
| Год       | Русское название                    | Оригинальное название             | Роль                       | Примечания                                        |
| --------- | ----------------------------------- | --------------------------------- | -------------------------- | ------------------------------------------------- |
| 1990      | Затянувшаяся музыка                 | And The Band Played On            | Брэнди Александр           | Телевизионный фильм                               |
| 1997      | Что слышал глухой человек           | What the Deaf Man Heard           | Перси                      | Телевизионный фильм                               |
| 2000      | Закон и порядок                     | Law & Order                       | Энди Полон                 | Эпизод: «High & Low»                              |
| 2001—2002 | Воспитание Макса Бикфорда           | The Education of Max Bickford     | Рекс Пинскер               | 10 эпизодов                                       |
| 2002      | Эд                                  | Ed                                | Боб МакКарти               | Эпизод: «Ends and Means»                          |
| 2002—2005 | Шпионка                             | Alias                             | мистер Кишёл / Бойд Харкин | 3 эпизода                                         |
| 2003      | Наш город                           | Our Town                          | Саймон Стимсон             | Телевизионный фильм                               |
| 2003      | Фрейзер                             | Frasier                           | Рэндалл Скуновер           | Эпизод: «Sea Bee Jeebies»                         |
| 2004      | Без следа                           | Without a Trace                   | Джоэл Кемпер               | Эпизод: «Shadows»                                 |
| 2004      | Доктор Хафф                         | Huff                              | мистер Хёрд                | 2 эпизода                                         |
| 2005      | Любовь вдовца                       | Everwood                          | Патрик                     | Эпизод: «Pieces of Me»                            |
| 2005      | Уилл и Грейс                        | Will & Grace                      | Брет                       | Эпизод: «Love Is in the Airplane»                 |
| 2006      | Анатомия страсти                    | Grey's Anatomy                    | Малар Паскуиц              | Эпизод: «Begin the Begin»                         |
| 2006      | 24 часа                             | 24                                | Майлз Папазян              | 10 эпизодов                                       |
| 2006      | Части тела                          | Nip/Tuck                          | доктор Каплер              | Эпизод: «Burt Landau»                             |
| 2006      | Герои                               | Heroes                            | Оливер Деннисон            | Эпизод: «Chapter Seven 'Nothing to Hide'»         |
| 2007      | Закон и порядок: Специальный корпус | Law & Order: Special Victims Unit | Морган                     | Эпизод: «Alternate»                               |
| 2008—2009 | Отчаянные домохозяйки               | Desperate Housewives              | доктор Сэмюэл Хеллер       | 4 эпизода                                         |
| 2008      | Скорая помощь                       | ER                                | Генри Лотери               | Эпизод: «Age of Innocence»                        |
| 2009      | Большая любовь                      | Big Love                          | Эрик                       | Эпизод: «On Trial»                                |
| 2010      | 4исла                               | Numb3rs                           | Ханс Штолльбах             | Эпизод: «The Farm»                                |
| 2010      | Менталист                           | The Mentalist                     | дантист Марк Оденталь      | Эпизод: «Blood Money»                             |
| 2012      | Сделано в Джерси                    | Made in Jersey                    | судья Рональд Уинстон      | Эпизод: «The Farm»                                |
| 2013—2016 | Дорогой доктор                      | Royal Pains                       | Расселл Бергер             | 12 эпизодов                                       |
| 2014      | Обычное сердце                      | The Normal Heart                  | Сэнфорд                    | Телевизионный фильм                               |
| 2015      | Реанимация                          | Code Black                        | Тед                        | Эпизод: «You Are the Heart»                       |
| 2015      | Больница Никербокер                 | The Knick                         | Элкинс                     | 4 эпизода                                         |
| 2018      | Элементарно                         | Elementary                        | Меррик Хаусманн            | Эпизод: «The Adventure of the Ersatz Sobekneferu» |
| 2019      | Чёрный список                       | The Blacklist                     | Джордан Лавинг             | Эпизод: «Minister D (No. 99)»                     |
| 2019      | Городские истории                   | Tales of the City                 | мужчина                    | Эпизод: «The Price of Oil»                        |
| 2020      | Почти семья                         | Almost Family                     |                            | 2 эпизода                                         |

## Театр
| Год       | Русское название                                                                                       | Оригинальное название                                                                       | Роль                            | Примечания                              |
| --------- | --- | ------------------------------------------------------------------------------------------- | ------------------------------- | --------------------------------------- |
| 1985      | Светлая комната под названием день                                                                     | A Bright Room Called Day                                                                    | Баз                             | Офф-Бродвей                             |
| 1993—1994 | Ангелы в Америке: Миллениум приближается                                                               | Angels in America: Millennium Approaches                                                    | Прайор Уолтер / мужчина в парке | Бродвей                                 |
| 1993—1994 | Ангелы в Америке: Перестройка                                                                          | Angels in America: Perestroika                                                              | Прайор Уолтер                   | Бродвей                                 |
| 1997—1998 | Вид с моста                                                                                            | A View from the Bridge                                                                      | Альфьери                        | Бродвей                                 |
| 1998—1999 | Электра                                                                                                | Electra                                                                                     | служитель Ореста                | Бродвей                                 |
| 2000      | Мёртвые                                                                                                | James Joyce's The Dead                                                                      | Фредди Мейлинс                  | Бродвей                                 |
| 2002—2003 | Наш город                                                                                              | Our Town                                                                                    | Саймон Стимсон                  | Бродвей                                 |
| 2006—2007 | Весеннее пробуждение                                                                                   | Spring Awakening                                                                            | взрослый мужчина                | Бродвей                                 |
| 2009      | Руководство для умных гомосексуалов по вопросам капитализма и социализма с ключом к Священному Писанию | The Intelligent Homosexual's Guide to Capitalism and Socialism with a Key to the Scriptures | Пилл                            | Бродвей                                 |
| 2010      | Илиада                                                                                                 | An Iliad                                                                                    | поэт                            | Бродвей                                 |
| 2014      | Быстрая осень                                                                                          | The Velocity of Autumn                                                                      | Крис                            | Бродвей                                 |
| 2018      | Ангелы в Америке                                                                                       | Angels in America                                                                           | Рой Кон                         | Berkeley Repertory Theatre (Калифорния) |
| 2019      | Гарри Поттер и Проклятое дитя                                                                          | Harry Potter and the Cursed Child                                                           | разные роли                     | Бродвей                                 |

## Награды и номинации
| Год  | Ассоциация                        | Категория                                   | Работа                                   | Результат |
| ---- | --------------------------------- | ------------------------------------------- | ---------------------------------------- | --------- |
| 1993 | Премия «Драма Деск»               | Лучшая мужская роль второго плана в пьесе   | Ангелы в Америке: Миллениум приближается | Победа    |
| 1993 | Премия «Тони»                     | Лучшая мужская роль второго плана в пьесе   | Ангелы в Америке: Миллениум приближается | Победа    |
| 1994 | Премия «Драма Деск»               | Лучшая мужская роль в пьесе                 | Ангелы в Америке: Перестройка            | Номинация |
| 1994 | Премия «Тони»                     | Лучшая мужская роль в пьесе                 | Ангелы в Америке: Перестройка            | Победа    |
| 1995 | Премия «Оби»                      | Выдающееся исполнение                       | Любовь! Доблесть! Сострадание!           | Победа    |
| 2000 | Премия «Драма Деск»               | Лучшая мужская роль второго плана в мюзикле | Мёртвые                                  | Победа    |
| 2000 | Премия Внешнего общества критиков | Лучшая мужская роль второго плана в мюзикле | Мёртвые                                  | Победа    |
| 2000 | Премия «Тони»                     | Лучшая мужская роль второго плана в мюзикле | Мёртвые                                  | Номинация |
| 2009 | Премия «Выбор кинокритиков»       | Лучший актёрский ансамбль                   | Харви Милк                               | Победа    |
| 2012 | Премия Лиги Драмы                 | Выдающееся исполнение                       | Илиада                                   | Номинация |
| 2012 | Премия «Оби»                      | Специальный приз                            | Илиада                                   | Победа    |
| 2012 | Премия Внешнего общества критиков | Лучшее соло-исполнение                      | Илиада                                   | Номинация |
| 2012 | Премия «Драма Деск»               | Лучшая мужская роль в пьесе                 | Илиада                                   | Номинация |
| 2012 | Премия Люсиль Лортел              | Лучший моноспектакль                        | Илиада                                   | Победа    |